# Gonçalo de Barros
D. Frei Gonçalo de Barros (c. 1410 -) foi um prelado português.

## Biografia
Filho sacrílego de Gonçalo Nunes de Barros (Braga, c. 1385 - Braga, d. 1453) e de Joana Vasques de Azevedo.
Foi Comendatário do Mosteiro de Santo André de Rendufe em Amares e do Mosteiro de São Salvador de Bravães, em Ponte da Barca, onde mandou executar preciosas pinturas murais, e Senhor das Quintas de Linhares em Coucieiro, e de Barros.
Como D. Frei Gonçalo de Barros, Dom Abade do Mosteiro de Santo André de Rendufe, tirou ordens de missa em Braga a 22 de Setembro de 1464. Deve ser o Gonçalo Nunes de Barros que tirou ordens de Epístola a 13 de Março de 1456, também em Braga, sendo referido como natural de São Salvador de Bravães e «de soluto genitus e soluta».
Não teve descendência de sua barregã Maria Fernandes.